# کتلین کرکهام
کَتلین کِرکهام (انگلیسی: Kathleen Kirkham؛ ۱۵ آوریل ۱۸۹۵ – ۷ نوامبر ۱۹۶۱) بازیگر و کارمند بانک اهل ایالات متحده آمریکا بود.
از فیلم‌های او می‌توان به تارزان فرزند گوریل‌ها اشاره نمود.